# Кава по-турецьки
Кава по-турецьки, турецька кава (тур. Türk kahvesi) — метод приготування нефільтрованої кави. Смажені, а потім дрібно мелені кавові зерна заварюють у джезві, як правило з цукром, і подають у маленькій філіжанці. Сьогодні таким чином готують каву на Близькому Сході, в Північній Африці, на Кавказі, у балканських країнах, у країнах Східної Європи. Зазвичай разом з кавою подають склянку холодної води та лукум.
Кава по-турецьки знаходиться в списку Всесвітньої спадщини ЮНЕСКО нематеріальної культурної спадщини Туреччини.

## Історія
Ранні свідчення приготування кави таким чином, приходять з Ємену з п'ятнадцятого століття . У період з кінця XV і початку XVI століття, цей метод поширився на Каїр і Мекку. У 1640 році османський літописець Ibrahim Pecevi зазначив, що до 1554 року на османських землях не було кав'ярень. Близько 1554 року Hâkem (Hakam) з Алеппо та Şems (Shams) з Дамаску прибули в Константинополь і відкрили кав'ярню в районі Тахтакале .
В наш час популярність традиційного способу приготування кави знизилася в результаті зростаючої популярності інших гарячих напоїв, таких як чай по-турецьки, кави «еспресо» та інших.

## Приготування
Кава по-турецьки є способом приготування, а не видом кави. Отже, немає спеціального типу кавових зерен. Зерна для турецької кави перемелюють або товчуть у найдрібніший порошок; дрібніше, ніж для будь-якого іншого способу приготування. Подрібнення здійснюється або послуговуючись ступкою (оригінальний метод), або за допомогою млинка. Більшість домашніх кавомолок не можуть розмолоти каву достатньо дрібно для кави по-турецьки; традиційні турецькі ручні млинки це виняток.
Як і будь-який інший вид кави, найкраща турецька кава готується зі свіжо обсмажених зерен, перемелених безпосередньо перед приготуванням. Можна купувати вже перемелені кавові зерна для кави по-турецьки, проте, всі мелені кавові зерна кави втрачають свої смакові властивості швидше, якщо порівняти зі зберіганням немелених зерен.
У той час як існують відмінності в деталях, основи приготування кави по-турецьки полягають в зануренні меленої кави у воду, яка, як правило, є гарячою, але не киплячою, на досить довгий час, щоб розчинити ароматні сполуки. У той час як тривале кип'ятіння кави дає йому неприємний «зварений» або «горілий» смак, а дуже короткочасне кипіння свідчить, що вона досягла потрібної температури.
Кількість потрібної води може бути виміряна в кількості бажаних чашок (приблизно 90 мл), одна або дві чайні ложки кави з гіркою використовуються на чашку (7-9 г); тобто приблизно 10 мл води на 1 грам зерен. Мелену каву і цукор, як правило, додають вже у воду в джезві.
У Туреччині використовуються чотири ступені солодкості кави. Турецькі терміни і наближені кількості наступні: sade (проста; без цукру), az şekerli (трохи цукру, половина чайної ложки цукру), orta şekerli (середній цукор, одна чайна ложка), і çok şekerli (багато цукру, одна з половиною або дві чайні ложки). В арабському світі «sāda» (проста, без цукру, означає «чорний» арабською мовою) або «murra» (гірка, без цукру) є поширеним явищем.
Каву і бажану кількість цукру перемішують, поки всі частинки кави і цукор не розчиниться. Після цього, ложка віддаляється і джезва ставлять на помірний вогонь; якщо вогонь занадто сильний, то кава доходить до кипіння занадто швидко, без часу, щоб витягти аромат. Перемішування не виконується у цей час, тому ще це розчинить піну.
Як тільки кава доходить до кипіння, джезва видаляється з вогню. Як правило, витримують протягом короткого часу, а потім нагрівають до кипіння у другий і в третій раз, потім каву наливають у чашки.
Отримання найбільш товстого шару піни вважається вершиною мистецтва приготування кави. Один із способів, щоб максимізувати це вилити повільно і спробувати підняти джезву вище і вище під час наливання. Незалежно від цих методів, досягти однаковий шар піни у всіх філіжанках важко, і чашка з найбільшою піною вважається найкращою у партії.
Добре приготовлена турецька кава має товстий шар піни нагорі (тур. köpük), є однорідною і не містить помітних частинок в піні або в рідині. Можна чекати додаткові двадцять секунд кипіння, щоб витягти трохи більше аромату, але піна буде повністю втрачена. Щоб подолати це, піну можна видалити і покласти в чашки раніше, а каву можна залишити до кипіння. У цьому випадку особлива увага повинна бути приділена, щоб перекласти тільки піну, а не зважені частинки.
Інші школи приготування кави по-східному відрізняються від вище вказаної. Ліванська кава починається з гарячої води, до якої додають цукор і розчиняють. Цей продукт, по суті цукровий сироп, з більш високою точкою кипіння, ніж вода. Каву і кардамон (за бажанням), додають потім і суміш перемішують. Потім доводять до кипіння двічі або тричі; подвійне (або потрійне) кипіння є невід'ємною частиною процесу, і урочисто, і (як знавці стверджують) для смаку. Це має ефект піддаючи мелену каву впливу гарячої (але не киплячої) води довше, витягуючи більше аромату без додання «звареного» смаку перевареної кави.
У балканських країнах, домінуючою практикою є наповнення джезви тільки холодною водою, і нагрівати її до кипіння. Як тільки вода закипить, додають мелену каву, перемішують і видаляють з вогню, перш ніж скипить піна. Після осідання піни, джезву поміщають назад на вогонь щоб вода закипіла знову, випускаючи більше кофеїну і аромату. Іноді останній крок пропускається, щоб зберегти піну. Цей режим приготування відомий як Боснійська кава, або Сербська кава.
Вірменський метод приготування відрізняється тим, що всі інгредієнти — вода, мелена кава і цукор (за бажанням) поєднуються у джезві перед нагріванням. Після первісного перемішування кави, нагрівають, але не перемішують, поки кава не приготується. Процес приготування, зазвичай, виключає кипіння. Як правило, каві дозволяється підніматися тільки один або двічі, але ніколи не тричі, як це характерно для Ліванського методу приготування.
У Болгарії, найкраща практика приготування турецької кави полягає у кипінні води, або, скоріше, в нагріві води до кипіння, додаванні меленої кави і чеканні першого підйому. Як тільки піна піднімається, якраз перед піком, джезва видаляється з вогню і каву виливають поверх цукру у чашки. Кава ніколи не перемішується у джезві (або в чашках), і їй ніколи не дають піднятися занадто. Як тільки кава випивається, чашка завжди перекидається на блюдце щоб гуща витекла. Ця гуща використовується для ворожіння на кавовій гущі.